# Yamen Melloulchi
Yamen Melloulchi (* 12. November 1979), auch Yamen Mellouchi, ist ein tunesischer Fußballschiedsrichterassistent.
Seit 2006 steht Melloulchi auf der Liste der FIFA-Schiedsrichter und ist an der Spielleitung internationaler Fußballspiele beteiligt, unter anderem in der CAF Champions League.
Beim Afrika-Cup 2019 in Ägypten leitete er zwei Spiele. Zudem war Melloulchi unter anderem Schiedsrichterassistent in der afrikanischen WM-Qualifikation (sechs Einsätze) sowie bei diversen Qualifikations- und Freundschaftsspielen.